# Rewind
Rewind és una pel·lícula espanyola del 1999 dirigida per Nicolás Muñoz Avia i el seu primer llargmetratge. El va dedicar al seu pare, el pintor Lucio Muñoz. Fou rodada en tres setmanes i mitja amb un pressupost de 100 milions de pessetes.

## Argument
Andrés, qui treballa com a instal·lador d'antenes parabòliques, coneix la Mónica quan li instal·la una antena a la terrassa. Aleshores organitza un sopar a casa seva per lligar-se-la. Però al sopar es presenta amb Manu, un amic seu força fatxenda. El sopar és un fracàs i no surt com Andrés vol. Tanmateix una càmera ha gravat tot el sopar, i quan Andrés rebobina la cinta s'adona que ha rebobinat tota la nit i que pot tornar a començar.

## Repartiment
- Daniel Guzmán - Andrés
- Paz Gómez - Mónica
- María Adánez - Belén
- Enrique Simón - Manu
- Tristán Ulloa - Pablo

## Guardons i premis
- Medalles del Cercle d'Escriptors Cinematogràfics de 1999 - Nominada al Premi Revelació
- Premi a la millor pel·lícula al Festival de Cinema de l'Alfàs del Pi.[3]